# Steve Carver
Steve Carver, auch Steven Carver, (* 5. April 1945 in Brooklyn, New York; † 8. Januar 2021 in Los Angeles, Kalifornien) war ein US-amerikanischer Fotograf, Filmregisseur und Filmproduzent. Bekannt wurde er vor allem in den 1970er und 1980er Jahren durch Kinofilme wie Capone, Der rasende Charlie, Der Gigant, McQuade, der Wolf oder River of Death – Fluß des Grauens.

## Leben und Karriere
Steve Carver, geboren 1945 in Brooklyn, begann bereits im Alter von acht Jahren mit einer Kamera zu experimentieren. Nach dem Besuch der High School of Music & Arts in Manhattan, wo er eine Ausbildung in Kunst und Musik erhielt, studierte er mit Hilfe eines Regents Stipendiums Grafik und Illustration an der University at Buffalo im Bundesstaat New York. Er belegte Kurse in Fotografie und lernte dort verschiedene Techniken kennen. Nach einem weiteren Studium an der Cornell University in Ithaca, New York, nahm Carver, dank eines weiteren Stipendiums, ein Studium der klassischen Künste mit Fokus auf Fotografie und Film an der Washington University in St. Louis, Missouri wahr. Nach seinem Abschluss mit dem Master of Fine Arts, arbeitete Carver zuerst als freischaffender Porträtfotograf und Fotojournalist. Neben späteren Lehrtätigkeiten am Florissant Valley College und an der Metropolitan Education Council in the Arts in St. Louis steuerte er als Fotograf immer wieder Beiträge zu bekannten Fotomagazinen bei, wie dem St. Louis Post-Dispatch, dem ABC-TV’s Wide World of Sports, dem Architectural Digest, dem National Geographic oder dem Time-Life Magazin. Später arbeitete er auch als festangestellter Fotograf für die United Press International.
Nach einer Einladung des American Film Institutes in Beverly Hills, Kalifornien, verlagerte er seinen Lebensmittelpunkt nach Los Angeles und wandte sich die nächsten 25 Jahre überwiegend dem Filmemachen zu. Durch ein Ausbildungsprogramm an der Directors Guild of America (DGA) studierte Carver Drehbuch, Filmregie und Schnitt bei George Stevens Jr. und dem tschechischen Filmemacher Frantisek Daniel und entwickelte zunächst als Regieassistent, später auch als Regisseur sein Handwerk. 1971 drehte und produzierte er den Kurzfilm The Tell-Tale Heart. Unter der Aufsicht des Produzenten Roger Corman gab Carver 1974 dann sein Regiedebüt im Kino mit der Kriminalkomödie Liebe böse Mama mit Angie Dickinson, William Shatner und Tom Skerritt in den Hauptrollen. Auch der nächste Film von Carver, die Mafia-Biografie Capone in der Besetzung Ben Gazzara, Susan Blakely und Harry Guardino, war eine Roger-Corman-Produktion. Nach dem Warren-Oates-Film Die Sklavenhölle der Mandingos im Jahre 1976 drehte er 1979 mit David Carradine und Christopher Lee die Actionkomödie Der rasende Charlie. Es war der dritte und letzte Film mit Roger Corman als Produzent. In den frühen 1980er Jahren inszenierte Steve Carver dann die beiden Chuck-Norris-Actionfilme Der Gigant und McQuade, der Wolf. Von Mitte der 1980er Jahre bis Mitte der 1990er Jahre führte Carver noch bei einem halben Dutzend Actionfilmen die Regie. Er arbeitete in dieser Zeit mit Schauspielern wie Gregory Harrison, Gary Busey oder Michael Dudikoff zusammen. 1996 entstand mit dem Thriller Die Wölfe mit Darren Dalton und Raimund Harmstorf seine letzte Regiearbeit. 
Nach Beendigung der Dreharbeiten und seiner Rückkehr von Russland nach Los Angeles bot man ihm eine Partnerschaft in einem Geschäft an; da seine Leidenschaft für die Fotografie in Russland wieder entflammt war, beschloss Carver eine Auszeit vom Filmgeschäft zu nehmen und fokussierte seine Aufmerksamkeit auf ein Unternehmen namens The Darkroom (die Dunkelkammer) in Venice Beach. Als Techniker, Lehrer und Fotograf leitete er in der Folge dieses Fotostudio selbst für fünf Jahre. The Darkroom gewann als Fotostudio eine gewisse Popularität und zog eine Kerngruppe von Fotokünstlern und ernsthaften Studenten an. In der Interaktion mit Restauratoren, Wissenschaftlern, privaten Sammlern, Archivaren und Kuratoren bemüht sich Carver als Fotograf mit seiner Arbeit an einer Fotoarchivsammlung um die Erhaltung historischer Abzüge und Negative. 2011 wurde Steve Carver mit dem CAP’s Fellowships for Artists ausgezeichnet.

## Filmografie (Auswahl)

### Als Regisseur
- 1971: The Tell-Tale Heart (Kurzfilm)
- 1974: The Arena
- 1974: Liebe böse Mama (Big Bad Mama)
- 1975: Capone
- 1976: Die Sklavenhölle der Mandingos (Drum)
- 1979: Der rasende Charlie (Fast Charlie… the Moonbeam Rider)
- 1979: Sechs Männer aus Stahl (Steel)
- 1980: Der Aufseher von Angel City (Angel City) (Fernsehfilm) zusammen mit Philip Leacock
- 1981: Der Gigant (An Eye for an Eye)
- 1983: McQuade, der Wolf (Lone Wolf McQuade)
- 1986: Verwegene Hunde (Oceans of Fire) (Fernsehfilm)
- 1986: Jocks
- 1988: Bullet Proof (Bulletproof)
- 1989: River of Death – Fluß des Grauens (River of Death)
- 1993: Secret Force (Dead Center)
- 1996: Die Wölfe (The Wolves)

### Als Produzent
- 1971: The Tell-Tale Heart (Kurzfilm)
- 1983: McQuade, der Wolf (Lone Wolf McQuade)